# Роден (фильм)
«Роде́н» (фр. Rodin) — французско-бельгийский биографический фильм-драма 2017 года, поставленный режиссёром Жаком Дуайоном с Венсаном Лендоном и Изиа Ижлен в главных ролях. Фильм был отобран для участия в основной конкурсной программе 70-го Каннского международного кинофестиваля (2017) в соревновании за Золотую пальмовую ветвь .

## Сюжет
В основе сюжета фильма история восхождения гениального французского скульптора Огюста Родена (1840—1917) к вершине мирового искусства. В сорокалетнем возрасте он получает от правительства Франции первый заказ: «Врата ада», которые прославили его, и над которыми он проработает 27 лет. Он оставляет свою спутницу и мать своего единственного ребёнка Роз Берет, ради талантливой ученицы Камилы Клодель, жизнь с которой будет наполнена взаимным обожанием и муками.

## В ролях
| • Венсан Линдон         | — | Огюст Роден         |
| • Изиа Ижлен            | — | Камила Клодель      |
| • Северина Канеель      | — | Роз Берет           |
| • Эдвард Акрут          | — | Эдвард Стайхен      |
| • Оливия Бусио          | — | Гвен Мэри Джон      |
| • Паскаль Касанова      | — | Амбруаз Воллар      |
| • Магдалена Малина      | — | Софи Постольска     |
| • Леа Джексон           | — | Джесси              |
| • Бернар Верле          | — | Виктор Гюго         |
| • Андерс Даниэльсен Лье | — | Райнер Мария Рильке |
| • Патрисия Мазюи        | — | Орели где Фокомбер  |

## Награды и номинации
| Список наград и номинаций            | Список наград и номинаций | Список наград и номинаций | Список наград и номинаций | Список наград и номинаций | Список наград и номинаций |
| Кинопремия                           | Дата церемонии            | Категория                 | Номинант(ы)               | Результат                 | Источник                  |
| ------------------------------------ | ------------------------- | ------------------------- | ------------------------- | ------------------------- | ------------------------- |
| Каннский международный кинофестиваль | 28.05.2017                | Золотая пальмовая ветвь   | Роден                     | Номинация                 | [ 2 ]                     |